# John G. Shaw

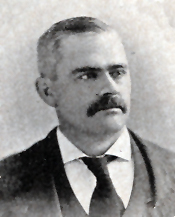
John G. Shaw

John Gilbert Shaw (* 16. Januar 1859 bei Fayetteville, North Carolina; † 21. Juli 1932 ebenda) war ein US-amerikanischer Politiker. Zwischen 1895 und 1897 vertrat er den Bundesstaat North Carolina im US-Repräsentantenhaus.

## Werdegang
John Shaw besuchte die öffentlichen Schulen seiner Heimat und arbeitete danach in Schiffsbedarfshandel. Nach einem anschließenden Jurastudium und seiner 1888 erfolgten Zulassung als Rechtsanwalt begann er in Fayetteville in diesem Beruf zu arbeiten. Gleichzeitig schlug er als Mitglied der Demokratischen Partei eine politische Laufbahn ein. Im Jahr 1888 gehörte er dem Repräsentantenhaus von North Carolina an. Zwischen 1890 und 1894 war er Staatsanwalt im Cumberland County.
Bei den Kongresswahlen des Jahres 1894 wurde Shaw im dritten Wahlbezirk von North Carolina in das US-Repräsentantenhaus in Washington, D.C. gewählt, wo er am 4. März 1895 die Nachfolge von Benjamin F. Grady antrat. Da er im Jahr 1896 nicht bestätigt wurde, konnte er bis zum 3. März 1897 nur eine Legislaturperiode im Kongress absolvieren. Nach seinem Ausscheiden aus dem US-Repräsentantenhaus praktizierte John Shaw wieder als Anwalt. Politisch ist er nicht mehr in Erscheinung getreten. Er starb am 21. Juli 1932 in Fayetteville.